# Ronela Hajati
Ronela Hajati (Tirana, 2. rujna 1989.) poznatija pod mononimom Ronela albanska je pjevačica, skladateljica i plesačica. Rođena i odrasla u Tirani u Albaniji, sudjelovala je raznim pjevačkim i plesačkim natjecanjima kao dijete prije nego što se počela baviti pjevačkom karijerom. Poznata je po svestranosti u svojoj muzici, stilu i nastupima. Pobjedom na 60. izdanju albanskog Festivala glazbe, ostvarila je pravo predstavljati Albaniju na Pjesmi Eurovizije 2022. s pjesmom „Sekret".

## Život i karijera

### 1989. – 2016.  Rani život i počeci karijere
Ronela Hajati rođena je 2. rujna 1989 u Tirani, u tada Narodnoj Republici Albaniji. Njena majka rodom je iz Korçë, a njen otac iz Skadra. Pokazala je afinitet prema glazni dok je bila veoma mlada, a išla je u baletnu školu te učila svirati klavir dok je bila u osnovnoj školi. Sudjelovala je u raznim albanskim pjevačkim i plesačkim natjecanjima. Ronela nastavlja svoju karijeru sudjelovanjem na raznim natjecanjima kao što su Top Fest i Kënga Magjike. Slavu među Albancima stiče nakon što je predstavila single „Mala Gata" u svibnju 2013. Krajem 2013. sudjeluje u 15. izdanju Kënga Magjik s pjesmom „Mos ma lsho" ("Ne ostavljaj me"), koja joj donosi nagradu online glasanja. U prosincu 2015. Hajati predstavlja single "A do si kjo" ("Sviđa li ti se ovo") koji je dostigao 13. mjesto albanske top ljestvice. Sljedeći singl, "Marre" ("Dobiti"), uslijedio je u lipnju 2016. i također se našao na 13. mjestu.

### 2017. - danas RRON i daljnji uspjesi
Godine 2017. i 2018. objavljuje 4 singla: "Mos ik" ("Nemoj ići"), "Sonte" ("Večeras"), "Maje men" ("Veliki muškarci") i "Do ta luj" ("Ja ću igrati"), koji su bili uspješni i svi dospijevaju na listu najboljih 30 pjesama u Albaniji. 2018. ponovo sudjeluje na 20. izdanju festivala Kënga Magjik s pjesmom "Vuj" koja joj donosi  4. mjesto. U ožujku 2019. nakon kratke pauze, objavljuje pjesmu "Pa dashni" ("Bez ljubavi") koja dospijeva na 6. mjesto albanske top liste. Njeni uspjesi na top listama su se nastavili u lipnju 2019. kad je njen singl "Çohu" ("Ustani"), u suradnji s albanskim reperom Don Fenomom, debitira  na 7. mjesto albanske top 100 liste. Potom objavljuje "Lage" koji dospijeva u prvih 10 i njen prvi singl koji je dospio na prvo mjesto, "MVP", objavljen u rujnu 2019.
U srpnju 2020, albanski nogometni klub FK Tirana poslao je upit Roneli o produkciji i izvedbi himne kluba "Bardh' e blu" kao dio slavlja za 100 godina postojanja kluba. U ožujku 2021. je najavila svoj prvi album RRON, koji treba biti objavljen 2022. Glavni singl albuma Prologue je istog mjeseca dospio na 19. mjesto albanske top 100 liste, a uspješno se popeo na 2. mjesto mjesec dana kasnije.Drugi singl albuma "Shumë i mirë" ("Vrlo dobro") koji je dostigao 15. mjesto kasnije u 2021. je nominiran za nagradu na Noćima albanske muzike u Ulcinju, u Crnoj Gori. Treći singl "Aventura" ("Pustolovina") iz svibnja 2021. dostigao je 3. mjesto u Albaniji. U lipnju 2021. objavljuje suradnju s glazbenikom Vig Poppa za 4. albumski singl "Alo" koji je ušao u top 15 istog mjeseca. "Leje" ("Dozvola"), 5. singl objavljen u listopadu  2021. dospio je na 13. mjesto. Albanski javni servis RTSH je u studenom 2021. objavio da je Ronela jedna od 20 sudionika 60. Festivala pjesme. Istog meseca joj je ponuđen nastup na Nata e Bardhë Festivalu u Tirani. U finalnoj večeri Festivala i Kenges 2022. odnijela je pobjedu te je tako dobila mogućnost predstavljati Albaniju na Pjesmi Eurovizije 2021.

## Umjetnost
Ronela je prepoznata po svojoj svestranosti u glazbi, stilu i nastupima. Primarno je poznata kao pop pjevačica, ipak, ona eksperimentira s raznim žanrovima, uključujući R&B i Reggae.Za svoju inspiraciju i uzor je navela Michaela Jacksona. Fan je portorikanskog glazbenika Ricky Martina te je prisustvovala njegovom koncertu u New Yorku u listopadu 2021. godine.

## Privatni život
Ronela se smatra uzorom za pozitivnost izgleda tijela i samopouzdanja.Također se smatra zatvorenom osobom za javnost po pitanju privatnog života. Godine 2015. je ušla u vezu s albanskim glazbenikom imena Young Zerka, s kojim je izdala više singlova i glazbenih videa prije prekida 2018. Živi s majkom u Tirani.

## Diskografija

### Albumi
RRON (TBA)

### Singlovi

#### Kao vodeći vokal
| "Requiem" (s Orgesa Zajmi)                                                                                     | 2006. | Lista nije postojala | Singl ne pripada albumu |
| "Me ty nuk shkoj"                                                                                              | 2007. | Lista nije postojala | Singl ne pripada albumu |
| "Shume Nice"                                                                                                   | 2009. | Lista nije postojala | Singl ne pripada albumu |
| "Kam frikë te të dua"                                                                                          | 2009. | Lista nije postojala | Singl ne pripada albumu |
| "Harroje" | 2010. | Lista nije postojala | Singl ne pripada albumu |
| "Neles" (duet s Visari Skillz)                                                                                 | 2011. | Lista nije postojala | Singl ne pripada albumu |
| "Nuk ka më kthim"                                                                                              | 2012. | Lista nije postojala | Singl ne pripada albumu |
| "Mala Gata" | 2013. | Lista nije postojala | Singl ne pripada albumu |
| "Mos ma lsho"                                                                                                  | 2013. | Lista nije postojala | Singl ne pripada albumu |
| "Veç na" (s Agonom Amigom)                                                                                     | 2014. | Lista nije postojala | Singl ne pripada albumu |
| "A do si kjo"                                                                                                  | 2015. | 13                   | Singl ne pripada albumu |
| "Amini" | 2016. | —                    | Singl ne pripada albumu |
| "Marre" | 2016. | 13                   | Singl ne pripada albumu |
| "Syni i jemi" (with Young Zerka)                                                                               | 2016. | —                    | Singl ne pripada albumu |
| "Mos ik" | 2017. | 21                   | Singl ne pripada albumu |
| "Ladies" | 2017. | —                    | Singl ne pripada albumu |
| "Sonte" (s Lyrical Son-om)                                                                                     | 2017. | 22                   | Singl ne pripada albumu |
| "Diamanta" (s Young Zerkom)                                                                                    | 2017. | —                    | Singl ne pripada albumu |
| "Maje men" | 2018. | 24                   | Singl ne pripada albumu |
| "Do ta luj" | 2018. | 18                   | Singl ne pripada albumu |
| "Vuj" | 2018. | —                    | Singl ne pripada albumu |
| "Pa dashni" | 2019. | 6                    | Singl ne pripada albumu |
| "Çohu" (duet Don Phenom)                                                                                       | 2019. | 7                    | Singl ne pripada albumu |
| "Lage" | 2019. | 6                    | Singl ne pripada albumu |
| "MVP" | 2019. | 1                    | Singl ne pripada albumu |
| "Genjeshtar je X Pare"                                                                                         | 2020. | 16                   | Singl ne pripada albumu |
| "Bardh e blu"                                                                                                  | 2020. | —                    | Singl ne pripada albumu |
| "Prologue" | 2021. | 2                    | RRON                    |
| "Shumë i mirë"                                                                                                 | 2021. | 15                   | RRON                    |
| "Aventura" | 2021. | 3                    | RRON                    |
| "Alo" (suet Vig Poppa)                                                                                         | 2021. | 14                   | RRON                    |
| "Leje" (duet Klement)                                                                                          | 2021. | 13                   | RRON                    |
| "Sekret" | 2021. | 3                    | TBA                     |
| "Gips" (duet MatoLale)                                                                                         | 2022. | 7                    | TBA                     |
| "—" označava izdanje koje ili nije debitiralo na toj top-listi ili nije debitiralo u/na toj zemlji/teritoriji. |       |                      |                         |

#### Kao gostujući izvođač
| Pjesma                                      | Godina | Album                   |
| ------------------------------------------- | ------ | ----------------------- |
| "Ka je 2x" (Adrian Gaxha ft. Ronela Hajati) | 2017.  | Singl ne pripada albumu |
| Dilema" (Don Phenom s Ronelom Hajati)       | 2019.  | Singl ne pripada albumu |

#### Kompozitorski albumi
| Pjesma         | Godina | Izvođač(i)        | Album                   | Ref.   |
| -------------- | ------ | ----------------- | ----------------------- | ------ |
| "Ti se din se" | 2014.  | Samanta Karavella | Singl ne pripada albumu | [ 41 ] |
| „Anna"         | 2018.  | Young Zerka       | Singl ne pripada albumu | [ 42 ] |
| „Nuk ma nin"   | 2018.  | Young Zerka       | Singl ne pripada albumu | [ 43 ] |
| „Maraz"        | 2019.  | Anxhela Peristeri | Singl ne pripada albumu | [ 44 ] |
| „Lujta"        | 2020.  | Anxhela Peristeri | Singl ne pripada albumu | [ 45 ] |
| "Oj dashni"    | 2021.  | Ardit Çuni        | Singl ne pripada albumu | [ 46 ] |